# Leopoldo Montes de Oca
Leopoldo Montes de Oca (Buenos Aires, 11 de mayo de 1834-Buenos Aires, 4 de mayo de 1906) fue un médico y académico argentino que sirvió durante la guerra del Paraguay y las epidemias que afectaron Buenos Aires en las décadas de 1860 y 1870.

## Biografía
Leopoldo Montes de Oca Rodríguez era hijo del doctor Juan José Montes de Oca y de Irene Rodríguez.
Durante el gobierno de Juan Manuel de Rosas siguió al exilio a sus padres, que se establecieron en la isla de Santa Catalina (Brasil), donde Leopoldo Montes de Oca inició sus estudios.
Continuó su formación en Río de Janeiro (en esa época capital de Brasil) y ya de regreso en Buenos Aires los continuó en la Facultad de Medicina de la Universidad de Buenos Aires, de la que su padre fue designado vicepresidente. El 15 de diciembre de 1854 Juan José Montes de Oca asumió temporalmente la presidencia para poder entregar el título de doctor en medicina a sus hijos Manuel Augusto Montes de Oca y Leopoldo, cuya tesis se tituló Apuntes sobre la clínica quirúrgica de Buenos Aires en los años 1852, 1853 y 1854.
Leopoldo Montes de Oca fue diputado ante la legislatura de la provincia de Buenos Aires entre los años 1860 y 1862, tras lo que regresó al ejercicio de su profesión.

### Guerra del Paraguay
Al estallar la Guerra de la Triple Alianza y considerando que los recursos de la Sanidad Militar del ejército argentino podían ser insuficientes, el 9 de agosto de 1865 se creó en Buenos Aires la Comisión Sanitaria, encabezada por Juan José Montes de Oca, para apoyar el esfuerzo de guerra a la manera de la creada con éxito durante la guerra civil estadounidense. El gobierno vio la iniciativa con escepticismo, considerando que pedía más de lo que ofrecía, que generaría recelos en el cuerpo de sanidad militar y que los médicos de la ciudad habían ya demostrado escaso apoyo en los hechos, pero finalmente la comisión prestó servicios útiles proveyendo material de uso médico y ambulancias.
Leopoldo Montes de Oca se sumó a la iniciativa encabezada por su padre y contribuyó al establecimiento y atención del principal hospital ubicado en la ciudad de Corrientes. El emperador de Brasil, Pedro II, en reconocimiento de los servicios prestados por Montes de Oca a los heridos brasileños, lo condecoró con la Orden Imperial de la Rosa.

### Carrera posterior
Finalizada su participación en el conflicto, su actividad profesional estaría ligada a la de su hermano y juntos asistirían a los enfermos durante las epidemias de cólera de 1867 y 1868 y de fiebre amarilla de 1871 que asolaron la ciudad.
Tras la reorganización de la Academia Nacional de Medicina (Argentina) en 1874 pasó a integrar la entidad profesional. El 27 de abril de 1875 fue designado profesor de Patología Externa en la Facultad de Medicina.
Especializado en enfermedades génito urinarias, viajó a París a perfeccionar sus estudios en la cátedra del cirujano y profesor Félix Guyon.
A su regreso fue designado profesor de Nosografía Quirúrgica, cargo que mantuvo hasta su jubilación en el mes de febrero de 1889.
En 1891 fue uno de los fundadores de la Asociación Médica Argentina.

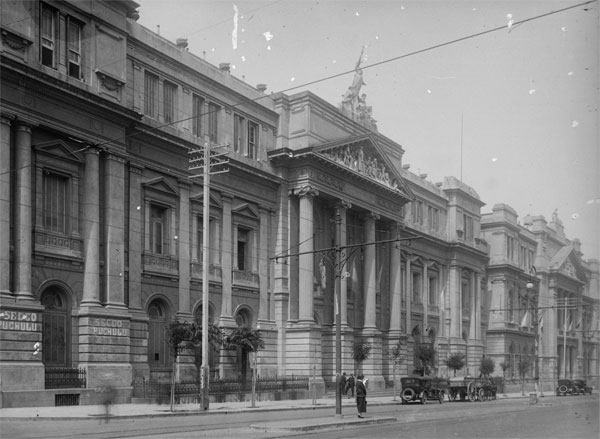
Antigua sede de la Facultad de Medicina, en avenida Córdoba.

El 21 de febrero de 1893 fue elegido decano de la Facultad de Medicina. Como tal el 12 de octubre de 1895 le tocó presidir la inauguración del nuevo edificio de la Facultad en la avenida Córdoba.
Se retiró del decanato en mayo de 1897.
El 14 de noviembre de 1905 renunció por razones de salud a su sitial como académico titular, siendo nombrado académico honorario.
Falleció en Buenos Aires el 4 de mayo de 1906 y sus restos fueron inhumados en el Cementerio de la Recoleta, despidiéndolos en nombre de la facultad el doctor Gregorio Aráoz Alfaro.
Se había casado con Felicia Portela y en segundas nupcias, con su cuñada Amelia, siendo ambas hijas del doctor Ireneo Portela.